# ستيف ريتشاردسون (لاعب هوكي جليد)
ستيف ريتشاردسون هو لاعب هوكي جليد كندي، ولد في 4 مايو 1949 في Olds, Alberta ‏ في كندا.

## وصلات خارجية
- ستيف ريتشاردسون على موقع EliteProspects.com (الإنجليزية)
- ستيف ريتشاردسون على موقع HockeyDB.com (الإنجليزية)
- ستيف ريتشاردسون على موقع Hockey-Reference.com (الإنجليزية)